# Johann David Wyss
Johann David Wyss (Berna, 28 maggio 1743 – Berna, 11 gennaio 1818) è stato uno scrittore e pastore protestante svizzero.
È rimasto celebre per essere stato l'autore del romanzo Il Robinson svizzero (Der Schweizerische Robinson), che narra di una famiglia svizzera naufragata nelle Indie Orientali. A questo romanzo si rifece lo scrittore francese Jules Verne che scrisse il suo seguito immaginario trasponendolo in un romanzo di avventura dal titolo Seconda patria.

## Filmografia
Sul romanzo si basano diversi film tra cui Come Robinson Crusoe (1940) e Robinson nell'isola dei corsari (1960), serie TV come La famiglia Robinson (1974-1975) e Swiss Family Robinson (1975-1976) e anche anime come Flo, la piccola Robinson (1981); tutti quanti questi adattamenti hanno alla base un equivoco di fondo causato dalla traduzione inaccurata del titolo in lingua inglese che induce a pensare che il nome della famiglia sia Robinson, quando invece questi non è altro che un rimando al celebre personaggio di Defoe già esistente al momento della stesura da parte di Wyss.